# Chelifera multidenta
Chelifera multidenta är en tvåvingeart som beskrevs av James David Macdonald 1994. Chelifera multidenta ingår i släktet Chelifera och familjen dansflugor.
Artens utbredningsområde är North Carolina. Inga underarter finns listade i Catalogue of Life.